# كأس الرابطة للهواة والبروموسبور
كأس الرابطة للهواة والبروموسبور منافسة كرة قدم تونسية تأسست سنة 2001 من طرف الجامعة التونسية لكرة القدم.

## السجل
- 2001 : النادي الأهلي الصفاقسي
- 2002 : النادي الأهلي الصفاقسي
- 2003 : جمعية مقرين الرياضية
- 2004 : الاتحاد الرياضي ببوسالم
- 2005 : نادي المحيط القرقني
- 2006 : نادي المحيط القرقني
- 2007 : الاتحاد الرياضي ببن ڨردان
- 2008 - 2010 : لم تلعب
- 2011 : القلعة الرياضية
- 2012 : النهضة الرياضية بجمال
- 2013 : مولدية منوبة
- 2014 : الاتحاد الرياضي بسبيطلة
- 2015 : الملعب الأفريقي بمنزل بورقيبة
- 2016 : النجم الرياضي بالفحص
- 2017 : لا توجد منافسات

## سجل الألقاب
| النادي                        | المنطقة       | الألقاب | مرات الوصافة | السنوات    |
| ----------------------------- | ------------- | ------- | ------------ | ---------- |
| النادي الأهلي الصفاقسي        | صفاقس         | 2       | 0            | 2001، 2002 |
| نادي المحيط القرقني           | قرقنة         | 2       | 0            | 2005، 2006 |
| الاتحاد الرياضي ببوسالم       | بوسالم        | 1       | 1            | 2004       |
| القلعة الرياضية               | القلعة الصغرى | 1       | 1            | 2011       |
| مولدية منوبة                  | منوبة         | 1       | 1            | 2013       |
| الاتحاد الرياضي بسبيطلة       | سبيطلة        | 1       | 1            | 2014       |
| النجم الرياضي بالفحص          | الفحص         | 1       | 1            | 2016       |
| جمعية مقرين الرياضية          | مقرين         | 1       | 0            | 2003       |
| الاتحاد الرياضي ببن ڨردان     | بنقردان       | 1       | 0            | 2007       |
| النهضة الرياضية بجمال         | جمال          | 1       | 0            | 2012       |
| الملعب الأفريقي بمنزل بورقيبة | منزل بورقيبة  | 1       | 0            | 2015       |